# سد باستانی تازه شهر سلماس
سد باستانی تازه شهر سلماس مربوط به دوره صفوی است و در ۱۰ کیلومتری غرب سلماس واقع شده و این اثر در تاریخ ۲۷ دی ۱۳۷۷ با شمارهٔ ثبت ۲۲۶۳ به‌عنوان یکی از آثار ملی ایران به ثبت رسیده است.